# 五十嵐仁
五十嵐 仁（いがらし じん、1951年2月24日 - ）は、日本の政治学者。法政大学大原社会問題研究所名誉教授。専門は、労働運動、労働問題。労働者教育協会理事。「イガジン」と呼ばれる。

## 経歴
- 1951年、新潟県中頸城郡頸城村（現上越市頸城区）で専業農家の家に生まれる。
  - 頸城村立大瀁小学校（現上越市立大瀁小学校）松橋分校入学。
  - 頸城村立大瀁小学校（現上越市立大瀁小学校）本校卒業。
  - 頸城村立大瀁中学校（現上越市立頸城中学校）入学。美術部及び応援団に入部。生徒会常任委員。
  - 新潟県立直江津高等学校入学（新入生総代）。美術クラブ入部。
- 1969年、旧・東京都立大学入学（東大紛争で東京大学入試中止）。学生自治会副委員長に就任し自衛官入学反対運動などに従事。
- 1970年、学生自治会委員長に就任し、安保闘争を指揮した。
- 1971年、右目を竹竿で突かれ、失明する。犯人は傷害容疑で逮捕された。
  - 3年次に塩田庄兵衛教授のゼミナールに参加。
  - 4年次に金子ハルオ教授のゼミナールに参加。
- 1974年、東京都立大学 (1949-2011)経済学部経済学科卒。
- 1978年、法政大学大学院社会科学研究科社会学専攻修士課程修了（総代）。中林賢二郎ゼミに参加。大学院学友会委員長。
- 1982年、法政大学大学院社会科学研究科社会学専攻博士課程単位取得満期退学。
- 1983年、法政大学大原社会問題研究所兼任研究員（三宅明正とともに採用）。
- 1987年、佐藤博樹の異動に伴い同所専任研究員・助教授に就任。
- 1996年、同所教授。
- 2000年、ハーバード大学ライシャワー日本研究所客員研究員。
- 2003年、法政大学大原社会問題研究所副所長。
- 2008年、同所所長（-2012年）
- 2014年3月、法政大学を定年退職。名誉研究員。
- 2015年12月、東京都八王子市長選挙への出馬を表明（無所属、共産・社民推薦）。
- 2016年1月、東京都八王子市長選挙で、現職の石森孝志（無所属、自民・公明推薦）に41,830票差で敗れ、落選。

## 主張
- 自民党から、左翼諸政党が結集した「大左翼」による政権交代の呼びかけている[1]。
- 2012年9月17日のブログでは、2012年9月に中国で起きた反日デモでの略奪や破壊行為について、「今回の事態の引き金を引いたのは石原都知事にほかならず、事態をここまで悪化させた全ての責任はこの人物にある」と前置きした上で、「日系企業は10億円以上の損害を出したと言われていますが、それは全て石原都知事に請求するべきでしょう」と述べた[2]。
- 平和・民主・革新の日本をめざす全国の会（全国革新懇）代表世話人を務めている。
- 八王子市長選では「うがい薬はイソジン！　ジョン・レノンの歌はイマジン！　八王子市長はイガジン！」と主張した。

## 著書

### 単著
- 『戦後保守政治の転換――「86年体制」とは何か』（ゆぴてる社, 1987年）
- 『概説現代政治――その動態と理論』（法律文化社, 1993年／新版, 1995年／第3版, 1999年）
- 『一目でわかる小選挙区比例代表並立制――新しい選挙制度であなたの一票はどうなる』（労働旬報社, 1993年）
- 『保守政治リストラ戦略』（新日本出版社, 1995年）
- 『徹底検証 政治改革神話』（労働旬報社, 1997年）
- 『政党政治と労働組合運動――戦後日本の到達点と21世紀への課題』（御茶の水書房, 1998年）
- 『戦後政治の実像――舞台裏で何が決められたのか』（小学館, 2003年）
- 『現代日本政治――「知力革命」の時代』（八朔社, 2004年）
- 『この目で見てきた世界のレイバー・アーカイヴス――地球一周:労働組合と労働資料館を訪ねる旅』（法律文化社, 2004年）
- 『活憲――「特上の国」づくりをめざして』（山吹書店, 2005年）
- 『団塊よ、死ぬ前に闘え――60、70年代、青春をともにした友へのメッセージ 現状打開のカギは何か―五十嵐仁法政大学教授・講演録』（「法政大学学生運動の歴史」編集委員会編 こうち書房, 2005年）
- 『労働政策』（日本経済評論社, 2008年）
- 『労働再規制――反転の構図を読み解く』（筑摩書房［ちくま新書］, 2008年）
- 『対決　安倍政権－暴走阻止のために』（学習の友社, 2015年）
- 『活路は共闘にあり－社会運動の力と勝利の方程式』（学習の友社、2017年）
- 『打倒　安倍政権－9条改憲阻止のために』（学習の友社、2018年）

### 編著
- 『「戦後革新勢力」の源流――占領前期政治・社会運動史論1945-1948』（大月書店, 2007年）

### 共編著
- 『日本20世紀館』（小学館, 1999年）